# William Shield
William Shield (Swalwell, 5 de marzo de 1748-Londres, 25 de enero de 1829) fue un violinista, compositor y libretista inglés. Junto a Charles Dibdin y Stephen Storace fueron los más destacados compositores de ballad opera de las décadas finales del siglo XVIII.

## Biografía
Era hijo de William Shield y Mary Cash. Estudió con Charles Avison en Newcastle upon Tyne. Inició su carrera como violista y violinista en el King's Theatre de Londres. Entre 1778 y 1797 trabajó como compositor para el teatro del Covent Garden. Fue autor de óperas ligeras, en las que introdujo elementos de la música popular inglesa. Sus mayores éxitos fueron Rosina (1781) y Robin Hood (1784).
La obra de Shield abarcó tanto óperas como afterpieces, con un total de unas cincuenta producciones. También adaptó óperas de otros compositores, como Richard Cœur-de-Lion de André Ernest Modeste Grétry. Muchas de sus obras eran de corte fantástico, con temas mágicos y ambientes exóticos, de acorde con el gusto del público de su tiempo, como se evidencia en The Magic Cavern (1784), The Enchanted Castle (1786) y The Crusade (1790).
Entre 1817 y 1829 ostentó el cargo de Master of the King's Music. 

## Obra

### Ópera
- A Flitch of Bacon (1778)
- Rosina  (1781)
- The Poor Soldier (1783)
- Robin Hood (1784)
- Fontainebleau (1784)
- The Noble Peasant (1784)
- The Lock and Key (1786)
- The Farmer (1787)
- The Woodman (1791)
- The Mysteries of the Castle
- The Castle of Andalusia
- Hartford Bridge
- Two Faces under a Hood
- Lord Mayor's Day
- Friar Bacon

### Antologías
- An Introduction to Harmony
- The Rudiments of Thoroughbass

### Duetos para violín
- Opus 1
- Opus 2

### Música de cámara
- String Quartet in B-flat Opus 3, No. 1
- String Quartet in F Opus 3, No. 2
- String Quartet in C Opus 3, No. 3
- String Quartet in E-flat Opus 3, No. 4
- String Quartet in D Opus 3, No. 5
- String Quartet in C-minor Opus 3, No. 6.

### Canciones
- The Ploughboy
- Old Towler
- Comin Thro The Rye
- The Thorn
- Nora, Dear Norah
- The Arethusa
- The Heaving of the Lead
- The Post Captain
- The Wolf
- Let Fame Sound Her Trumpet